# Acontium
Acontium är ett släkte av svampar. Acontium ingår i divisionen sporsäcksvampar och riket svampar.